# 朱希萊
朱希萊（？年—1643年），字伯宰，號念祖，福建晉江縣人，明朝政治人物，同進士出身。

## 生平
天啓七年（1627年）丁卯科舉人，崇禎四年（1631年），登辛未科进士，大理寺观政，授湖廣公安縣知縣，六年本省同考，调繁襄陽縣知縣，十年举卓异，十一年六月升任兵部武选司主事，九月以未赴任議處，降貳级调外用，十二年降河南按察司知事。后历升兵部职方司员外，历郎中，升大理寺卿。崇祯十六年死于瘟疫